# تپه طلا ۳
تپه طلا ۳ مربوط به دوره اشکانیان - دوره ساسانیان - سده‌های اولیه دوران‌های تاریخی پس از اسلام است و در شهرستان گیلانغرب، بخش مرکزی، دهستان حومه، ۱۰۰م جنوب روستای کله جوب کیانی واقع شده و این اثر در تاریخ ۲۶ اسفند ۱۳۸۷ با شمارهٔ ثبت ۲۵۵۳۳ به‌عنوان یکی از آثار ملی ایران به ثبت رسیده است.